# Рабен-Штайнфельд
Рабен-Штайнфельд (нім. Raben Steinfeld) — громада в Німеччині, розташована в землі Мекленбург-Передня Померанія. Входить до складу району Людвігслуст-Пархім. Складова частина об'єднання громад Кріфіц.
Площа — 9,60 км2. Населення становить 1055 ос. (станом на 31 грудня 2020).